# 松本 (福井市)
松本（まつもと）は、福井県福井市の町名。松本一丁目から松本四丁目までが設置されており、全域で住居表示を実施している。郵便番号は910-0003。

## 地理
福井市の中央部、足羽川の中流域に位置している。不死鳥ブロックに属する。町域の北方には文京、町屋、南方には宝永、東方にはハピラインふくい線を跨いで志比口、開発町、西開発、西方には田原、南西方には春山がそれぞれ接している。町域は東から1丁目、2丁目の順で、4丁目まである。また、松本地区は概ね松本1,2丁目、文京1丁目、町屋、大願寺、幾久町、大宮1,2丁目、二の宮1,2丁目、幾代、経田のエリアで構成されている。
町域の南端部を福井県道128号福井停車場米松線が東西に通っており、西端部を福井県道30号福井丸岡線が南北に通っている。町域の北端部をえちぜん鉄道三国芦原線が東西に通っており、町域内には西別院駅とまつもと町屋駅がある。また、東端部にはハピラインふくい線と北陸新幹線が通っている。
教育施設は中央部には福井市宝永小学校（松本小学校は町屋三丁目）、東部には福井市進明中学校が所在している。
この他、1丁目北西側には福井県営住宅では最大規模の町屋団地（全510戸）がある。

## 世帯数と人口
2018年（平成30年）5月1日現在の世帯数と人口は以下の通りである。
| 丁目       | 世帯数    | 人口    |
| ---------- | --------- | ------- |
| 松本一丁目 | 1,072世帯 | 2,195人 |
| 松本二丁目 | 475世帯   | 1,137人 |
| 松本三丁目 | 422世帯   | 1,088人 |
| 松本四丁目 | 290世帯   | 703人   |
| 計         | 2,259世帯 | 5,123人 |

## 小・中学校の学区
市立小・中学校に通う場合、学区は以下の通りとなる。
| 丁目       | 番・番地等                                                                              | 小学校           | 中学校           |
| ---------- | --------------------------------------------------------------------------------------- | ---------------- | ---------------- |
| 松本一丁目 | 全域                                                                                    | 福井市松本小学校 | 福井市進明中学校 |
| 松本二丁目 | 全域                                                                                    | 福井市松本小学校 | 福井市進明中学校 |
| 松本三丁目 | 全域                                                                                    | 福井市宝永小学校 | 福井市進明中学校 |
| 松本四丁目 | 1番、4番1～17号・28～35号 5番1～4号・29～35号 9～11番、12番1～14号・20号 13～18番、20番 | 福井市宝永小学校 | 福井市進明中学校 |
| 松本四丁目 | 2〜3番、4番18～27号 5番5～28号、6～8番 12番15～19号、19番                               | 福井市宝永小学校 | 福井市明道中学校 |

## 交通

### 道路
県道
- 福井県道30号福井丸岡線
- 福井県道128号福井停車場米松線

## 施設
公共
- 福井市消防局中消防署（4丁目）
- 福井市体育館（4丁目）
- 福井県福井合同庁舎（3丁目）

教育
- 福井市進明中学校（1丁目）
- 福井市宝永小学校（3丁目）
- 花園保育園

郵便局
- 福井松本郵便局（2丁目）